# Приворот (Ивановское сельское поселение)
Приворот — деревня в Весьегонском муниципальном округе Тверской области.

## География
Деревня находится в северо-восточной части Тверской области на расстоянии приблизительно 13 км на юго-запад по прямой от районного центра города Весьегонск на левом берегу речки Кесьма.
На севере от деревне на железной дороге располагается остановочный пункт Приворот.

## История
Дворов в деревне отмечено было 21 (1859 год), 27 (1889), 41 (1931), 25 (1993), 17 (2008).
,. До 2019 года входила в состав Ивановского сельского поселения до упразднения последнего.

## Население
Численность населения: 145 человек (1859 год), 146 (1889), 223 (1931), 49 (1963),, 29 (русские 97 %) в 2002 году, 38 в 2010.